# 拉西内斯
拉西内斯，是西班牙坎塔布里亚的一个市镇。总面积43平方公里，总人口959人（2001年），人口密度22人/平方公里。